# مون چوی
مون چوی (کره‌ای: 최문영؛ زادهٔ ۱۹ مارس ۱۹۶۴) سیاست‌مدار و مدیر اجرایی اهل ایالات متحده آمریکا است، که هم‌اکنون به‌عنوان رئیس دانشگاه میزوری فعالیت می‌کند.